# Красимир Станоев
Красимир Руменов Станоев е български професионален футболист, който към април 2021 година е състезател на тима от българската Втора лига за Пирин (Благоевград). Титулярната му позиция е опорен полузащитник, но може да играе и като вътрешен халф.

## Състезателна кариера
Започва да тренира футбол на 10-годишна възраст в школата на Ивайло Андонов Пирин 2001 (Благоевград). През 2010 година е поканен на ежегодните тестове в Академия Литекс. Негов треньор при „оранжевите“ е Евгени Колев с който през 2011 г. става шампион в Елитната юношеска група до 17 години, а две години по-късно и в Елитната юношеска група до 19 години.
Има и един загубен финал за Купата на БФС при набор 93 през 2011 г.
През 2013 година старши треньорът на Литекс Христо Стоичков го взима в първия отбор. Прави официален дебют в А група на 25 май същата година при гостуването на Черноморец (Бургас).
От началото на сезон 2013 – 14 е пратен под наем да се обиграва в Пирин (Разлог).
От началото на 2014 г. играе под наем в Добруджа (Добрич).
От началото на 2015 г. играе под наем в Пирин (Благоевград).

## Национален отбор
Получава първата си покана от селекционера на националния отбор до 19 години Владо Стоянов. Има записани срещи срещу връстниците си от Босна и Херцеговина, участва и в европейските квалификации срещу отборите на Чехия и Дания.

## Успехи
- Шампион Елитна юношеска група до 17 години 2010 – 11
- Шампион Елитна юношеска група до 19 години 2012 – 13
- Купа на БФС
  - Финалист – 2011